# Охота на зайцев (фильм)
«Охота на зайцев» (нем. Hasenjagd или нем. Vor lauter Feigheit gibt es kein Erbarmen, англ. The Quality of Mercy) — австрийский художественный фильм 1994 года, воссоздающий эпизод Второй мировой войны, известный как мюльфиртельская охота на зайцев, в ходе которого сотни советских военнопленных, сбежавших из концентрационного лагеря Маутхаузен, были уничтожены, и лишь единицам удалось выжить благодаря помощи местных жителей.

## Сюжет
Действие начинается в январе 1945 года в концлагере, расположенном неподалёку от города Линц. Обречённые на смерть советские военнопленные из блока № 20 решаются на побег, и однажды морозной ночью несколько сотен пленных перелезают через забор и разбегаются. Многие из них погибают от пуль охраны ещё при попытке к побегу, многие гибнут уже на воле от мороза. За остальными местное отделение СС начинает безжалостную охоту, названную ими «охотой на зайцев»: к поискам в городе и окрестных лесах привлечены войска, полиция и местные жители. Найденные беглецы тут же расстреливаются. 
Одним из местных ополченцев становится Фредл, юноша из религиозной семьи Карнер (прототипы — семья Лангталер), братья которого находятся на фронте. Он не хочет искать и убивать измученных безоружных людей, поэтому не предпринимает никаких действий, когда сначала в городе, а потом в лесу видит группки укрывающихся беглецов. Тем временем двое из сбежавших, Михаил и Николай, сначала прятавшиеся в городе, пробираются на окраину, где решают попросить убежища в одном из домов. Это оказывается дом Карнеров, и фрау Карнер, мать Фредла, решает укрыть беглецов на чердаке. Её муж, узнав об этом, не высказывает протеста, однако предупреждает жену, что в случае обнаружения пленных вся их семья будет расстреляна. Младшие дочери Карнеров, Митци и Нанни, помогают присматривать за беглецами и приносят им еду. Во время обыска беглецов не обнаруживают.
Между тем, поиски сбежавших продолжаются. Видя нерешительность Фредла, офицер СС предлагает ему застрелить из пистолета очередного найденного пленного, однако Фредл отказывается, и пойманного убивает более жестокий Бергхаммер. За непослушание Фредла арестовывают, однако жандарм Биркер, который также не разделяет отношения эсэсовцев к военнопленным, самовольно выпускает его, говоря, что он договорился об этом с кем-то из начальства. Ночью Фредл возвращается домой. Семья отправляет его к знакомому, где он смог бы временно укрыться, но в итоге Фредлу приходиться вернуться и прятаться вместе с Михаилом и Николаем. Бергхаммер, который считает себя женихом Митци, хотя чувствует, что она не любит его, подозревает, что Карнеры что-то скрывают, однако во время повторного обыска фрау Карнер удаётся отвлечь эсэсовцев угощением, и в их доме вновь ничего не обнаруживают.
Проходит время, начинается весна. Советские и союзнические войска уже близко, и местные эсэсовцы спешно жгут бумаги, переодеваются в гражданскую форму и покидают город. Бергхаммер замечает одного из беглецов работающим в саду у Карнеров и сообщает об этом Биркеру, на что тот отвечает, что позаботится об этом, но ничего не предпринимает.
На дорогах появляются потоки беженцев, возвращающихся из плена на восток. Михаил и Николай, надев костюмы, делают в фотоателье совместное фото с семьёй Карнеров. Михаил говорит Митци, к которой у него давно возникла симпатия, что хотел бы остаться с ней, но она советует ему возвращаться домой к матери.
В финальных титрах сообщается, что лишь девять из 500 сбежавших из плена пережили «охоту на зайцев». Реальные Михаил и Николай вернулись в СССР и были ещё живы на момент съёмок фильма.

## В ролях
- Оливер Броумис — Михаил
- Мераб Нинидзе — Николай
- Эльфрида Ирралл — фрау Карнер
- Райнер Эггер — Фредл Карнер
- Кирстен Ниберг — Митци Карнер
- Фолькмар Кляйнерт — Камер, офицер СС
- Рюдигер Фоглер — жандарм Биркер
- Тьерри Ван Вервеке — Бергхаммер
- Франц Фрошауэр — Виктор, военнопленный
- Кристоф Кюнцлер — Штрассер, офицер СС

## Награды
- 1994 — Кинофестиваль в Сан-Себастьяне — специальный приз жюри, вместе с фильмом «Второй лучший» Криса Менгеса[1] (на фестивале фильм был представлен под названием «Трусость не заслуживает милосердия»[2])

## Документальный фильм «Aktion K»
Одновременно со съёмками фильма режиссёр Андреас Грубер выступил продюсером часовой документальной ленты «Aktion K» («Операция К», от названия нацистского указа, предписывающего карать смертью советских офицеров-военнопленных), в которой рассказывалось о восстании в феврале 1945 года. Этот фильм был снят Бернхардом Бамбергером, в нём принял участие выживший узник Маутхаузена Михаил Рыбчинский. В 1995 году фильм получил награду как лучшее образовательное документальное кино Австрии.